# 2021年11月

## 11月1日
- 中华人民共和国个人信息保护法正式实施。[1]
- 伊拉克法庭将一名于2020年1月杀害两名记者的男子处刑。[2]
- 雅虎不再对中国大陆的用户提供服务。[3]
- 在英國格拉斯哥蘇格蘭會展會議中心舉行的2021年聯合國氣候變化大會上，100多個國家的領導人承諾在2030年前終結森林濫伐[4]。
- 2019冠狀病毒病全球死亡人數超過五百萬。[5]
- 墨西哥石油公司在普埃布拉州的石油管线发生爆炸，至少1人死亡，15人受伤。[6]

## 11月2日
- 美國弗吉尼亞州舉行州長選舉。[7]
- 美國新澤西州舉行州長選舉。[8]
- 面對提格雷叛軍逐漸逼近首都亚的斯亚贝巴，埃塞俄比亚政府宣佈全國進入緊急狀態。[9]
- 臺裔美國人吳弭在2021年波士頓市長選舉勝選，成為波士頓首位女性市長。[10]
- 美國職業棒球大聯盟球隊亞特蘭大勇士擊敗休士頓太空人，贏得2021年世界大賽冠軍[11]。
- 中國網球名將彭帥在微博公開自曝在被前中共中央政治局常委、前國務院副總理張高麗性侵後，有一段長期婚外情和性關係經歷[12]。

## 11月4日
- 為了避免虐待動物爭議，國際現代五項總會宣布將在2028年夏季奧林匹克運動會現代五項比賽中取消馬術[13]。

## 11月5日
- 中華人民共和國國務院臺灣事務辦公室宣佈對中華民國行政院長蘇貞昌、立法院議長游錫堃、外交部長吳釗燮等政要實行制裁。[14]
- 發生油罐車爆炸事故，造成至少98人死亡。[15]
- 在解散近40年後，著名瑞典流行樂團ABBA正式發行錄音室專輯《啟航》（Voyage）[16]。

## 11月6日
- 越南首條城市軌道交通線路河內都市鐵路2A號線正式運營。[17]

## 11月7日
- 2021年尼加拉瓜大選進行投票。[18]
- 伊拉克總理穆斯塔法·卡迪米在巴格達的官邸遭到無人機襲擊，造成6人受傷。[19]
- 中国《英雄联盟》电子竞技团队EDG电子竞技俱乐部击败DWG KIA，贏得英雄联盟2021赛季全球总决赛冠军。[20]

## 11月8日
- 神舟十三号航天员乘组完成首次出舱任务，其中王亚平成为中国首位出舱活动的女航天员。[21]

## 11月9日
- 中共十九届六中全会在北京京西宾馆召开，中共中央总书记习近平代表中共中央政治局作工作报告。

## 11月11日
- 白俄羅斯總統亚历山大·格里戈里耶维奇·卢卡申科威脅，如果歐盟實施新制裁，白俄羅斯可能關閉境內從俄羅斯輸往其它歐洲國家的天然氣管道。[22]
- 美國太空公司SpaceX的載人龍飛船C210成功發射升空，其後與國際太空站連結[23]。
- 在執政黨是的2011於2021年立法選舉敗選後，捷克總理安德烈·巴比什宣布辭職並解散政府[24]。

## 11月12日
- 美國洛杉磯法院正式批准終止流行樂歌手布蘭妮·斯皮爾斯接受其父親監管的監護權程序[25]。

## 11月13日
- 菲律賓總統罗德里戈·杜特尔特的女兒萨拉·杜特尔特宣佈將會參選2022年菲律賓副總統選舉。[26]
- 英國格拉斯哥舉行的聯合國大會達成協議，同意維持《巴黎協定》控制的目標[27]。

## 11月14日
- 阿根廷舉行議會選舉。[28]
- 保加利亚舉行總統選舉及本年內第3次議會選舉。[29]

## 11月15日
- 北京证券交易所开市。
- 緬甸當局赦免和釋放於11月12日被一個軍事法庭判處入獄11年的美國籍新聞工作者丹尼·芬斯特。[30]
- 美國總統乔·拜登簽署《基礎設施投資和就業法案》。[31]
- 俄羅斯在試射反衛星武器期間摧毀前蘇聯的軍事監視衛星宇宙1408號，導致在地心軌道上產生大量太空垃圾[32]。

## 11月16日
- 一顆新的土星衛星被宣告發現，土星的衛星數量增至83顆。這顆衛星名為「S/2019 S 1」[33]。

## 11月17日
- 著名的前美國總統支持者傑克·安傑利因為國會大廈衝擊事件判刑41個月[34]。

## 11月18日
- 2021年湯加大選進行投票[35]。

## 11月19日
- 亞洲、大洋洲、北美洲和南美洲均觀測到月偏食現象，也是自1440年以來歷時最久的月偏食。
- 美國基諾沙法院陪審團裁定對基諾沙騷亂槍擊案中的攻擊者凱爾·里滕豪斯的所有罪狀均無罪[36]。

## 11月21日
- 2021年智利大选進行投票。[37]
- 中华人民共和国宣布将该国与立陶宛间的外交关系降为代办级，以抗议駐立陶宛台灣代表處的正式设立[38]。
- 在蘇丹軍事政變近一個月後，蘇丹武裝部隊同意讓總理阿卜杜拉·哈姆杜克復職並釋放文職官員[39]。
- 美國威斯康辛州沃科夏在舉行年度聖誕巡遊時發生汽車衝撞事件，造成5人喪生。一名疑犯被捕[40]。

## 11月23日
- 韩国第五共和国时期唯一一任总统全斗焕在自宅病逝，终年90岁。[41]
- 保加利亞西部佩爾尼克州A3高速公路發生巴士車禍事故，造成46人死亡[42]。
- 以2比0擊敗，贏得2021年亞足聯冠軍聯賽冠軍[43]。

## 11月24日
- 瑪格達萊娜·安德松在瑞典議會以反對票不過半當選瑞典首相，但她於同日稍後因綠黨退出執政聯盟而宣佈辭去首相之職[44]。
- 至少27名偷渡者在法國加来附近的英倫海峽翻艇事故中喪生，另有2人獲救[45][46]。
- 美国发射双小行星重定向测试探测器撞击小行星迪迪莫斯，藉此测试以撞击避免小行星撞击地球的可行性。[47]
- 所罗门群岛爆发骚乱，抗议政府遵循一个中国原则，与中华人民共和国建交。[48]

## 11月25日
- 俄羅斯克麦罗沃州一個煤礦發生火災，造成51人喪生。[49]

## 11月26日
- 世界卫生组织将此前南非报告的严重急性呼吸综合征冠状病毒2变异株（B.1.1.529谱系）命名为Omicron变异株。

## 11月27日
- 第58屆金馬獎在台灣台北國立國父紀念館舉行。
- 日本職業棒球隊以4比2擊敗，贏得2021年日本大賽冠軍[50]。

## 11月28日
- 2021年洪都拉斯大選進行投票[51]。

## 11月29日
- 杰克·多西辞任Twitter首席执行官，由首席技术官帕拉格·阿格拉瓦爾接任[52]。
- 瑞典議會再度選出社會民主工人黨領袖瑪格達萊娜·安德森為新任首相[53]。
- 中國選手樊振東和王曼昱在2021年世界乒乓球錦標賽分別贏得男子單打與女子單打冠軍[54]。

## 11月30日
- 巴巴多斯正式成為共和國，最後一任總督桑德拉·梅森出任首任总统，取代英女王为该国国家元首[55][56]。
- 密歇根州牛顿镇（英语：Oxford Township, Michigan）牛顿高中（英语：Oxford High School (Michigan)）爆发枪击案（英语：Oxford High School shooting），3人死亡，8人受伤[57]。
- 法國首都巴黎先賢祠象徵式入葬著名演員約瑟芬·貝克，也是首位入葬先賢祠的非洲裔女性[58]。
- 获得2021年金球奖。[59]
- 马来西亚高庭宣判，基于控方无法提出合理怀疑，因此释放在2018年因涉嫌贩卖超过4公斤大麻而被控的已故巨星比·南利孙子扎卡利亚和另两人[60]。